# Laura Gomara
Laura Gomara (Barcelona) es una escritora española, que escribe novela negra. 

## Biografía
Estudió Filología Clásica en la Universidad de Barcelona. Ha trabajado en el sector editorial como lectora, en agencia, producción y comunicación editorial y como profesora asociada en la Universidad Pompeu Fabra y en la Universidad de Barcelona.
Su primera novela, Vienen mal dadas, apareció en 2017 en la editorial Roca y fue finalista del premio L'H Confidencial. La escritura de Gomara destaca por su creación de personajes y por el retrato social de la ciudad de Barcelona. Ha sido invitada a numerosos festivales de novela negra entre los que destacan la Semana Negra de Gijón y Barcelona Negra.

## Novelas
- Vienen mal dadas, Roca, Barcelona, 2017
- En la sangre, Roca, Barcelona, 2019
- La serpiente y el laberinto, 2024

## Cuentos
- El móvil en VV.AA, Sed de mal. Antología del género negrocriminal. Madrid: Atlantis editores, 2019
- Erótica en Goranski, Tatiana (ed.), Los Bárbaros n.º 12. Madrid: Punto de vista editores, 2018

## Artículos
- Nápoles mordida por una serpiente. Quimera Revista de Literatura, 399, 50-53, 2017.
- Nápoles y la mirada de la Gorgona. Quimera Revista de Literatura, 397, 52-55, 2016.
- Nápoles de alza sobre el cadáver de una sirena. Quimera Revista de Literatura, 396, 51-54, 2016.

## Traducciones
- Nacida a medianoche de C. C. Hunter, traducción del inglés al español; OZ Editorial, Barcelona, 2016
- Despierta al amanecer de C. C. Hunter, traducción del inglés al español; OZ Editorial, Barcelona, 2016
- Sin título 1 (Nos hemos trasladado al lado), Sin título 2 (Punto y coma) de Kikí Dimulà. Traducción del griego al español con Maira Fournari; Torre dels Vents, Αέρηδες, Revista digital de cultura neogrega 2020(1), pp 281
- Postdata poética (La anorexia del ser) de Katerina Anguelaki-Rooke. Traducción del griego al español con Maira Fournari; Torre dels Vents, Αέρηδες, Revista digital de cultura neogrega 2020(1), pp 282